# Interstate 95 (New Hampshire)
Cet article traite d'une section intra-État de l'autoroute. Pour l'article traitant de l’autoroute au complet, référez-vous à Interstate 95.
L'interstate 95 au New Hampshire constitue un segment de l'Interstate 95, l'autoroute principale de la côte est des États-Unis. Cette autoroutière, longue de plus de 3000 kilomètres, relie les villes de Miami, Jacksonville, Washington, Baltimore, Philadelphie, New York et Boston. Elle est le centre du réseau routier de tous les États de la côte est des États-Unis, ainsi que des États de la Nouvelle-Angleterre.
Dans sa section au New Hampshire, elle dessert l'extrême sud-est de l'État, alors qu'elle suit la côte atlantique, près de la US 1. Elle est l'autoroute inter-états la plus à l'est de l'État, et est également la seule autoroute à relier directement les États du Massachusetts et du Maine. Sa longueur dans l'État étant de 25.9 kilomètres (environ 16 miles), c'est la plus courte section de l'Interstate 95 dans un État.

## Tracé
L'Interstate 95 débute dans l'état du Granit (Granite State, le nom du New Hampshire) à sa frontière avec le Massachusetts, à Seabrook. La ville de Boston, la plus grande ville de la Nouvelle-Angleterre, est située une trentaine de miles au sud de la frontière.
Elle maintient son orientation nord-nord-est / sud-sud-ouest qu'elle possède dans le nord du Massachusetts alors qu'elle parcourt la région du Seacoast de l'État, en passant notamment au nord de l'État. À Hampton, elle croise la route 101 du New Hampshire, une autoroute à accès limité qui relie la région à Manchester, la plus grande ville de l'État. Entre ce point et Portsmouth, l'Interstate 95 est nommée le 'Blue Star Turnpike, qui est une autoroute à péage, l'une des deux seules sections à péage dans l'État, l'autre étant située sur le F. E. Everett Turnpike, sur les Interstates 93 et 293, à Manchester. 
Elle fait ensuite son entrée dans Portsmouth, la plus grande ville de la région. À l'ouest de la ville, elle croise la U.S. Route 4 ainsi que la route 16 du Hampshire, le Spaulding Turnpike, qui suit la frontière avec le Maine jusqu'à Rochester. L'Interstate 95, quant à elle, continue sa route vers le nord, en passant au nord de la ville. Après la sortie 7, elle passe au-dessus de la rivière Piscataqua, qui sépare le New Hampshire du Maine, signifiant qu'elle prend fin dans l'État du New Hampshire au centre de la rivière.
Ce point d'entrée au Maine est d'ailleurs la seule entrée dans l'État non seulement par une autoroute inter-États, mais aussi par une autoroute tout simplement. En effet, excepté l'Interstate 95 à Houlton, à la frontière Canado-Américaine, ce point d'entrée reste le seul pour une autoroute au Maine,.

## Historique

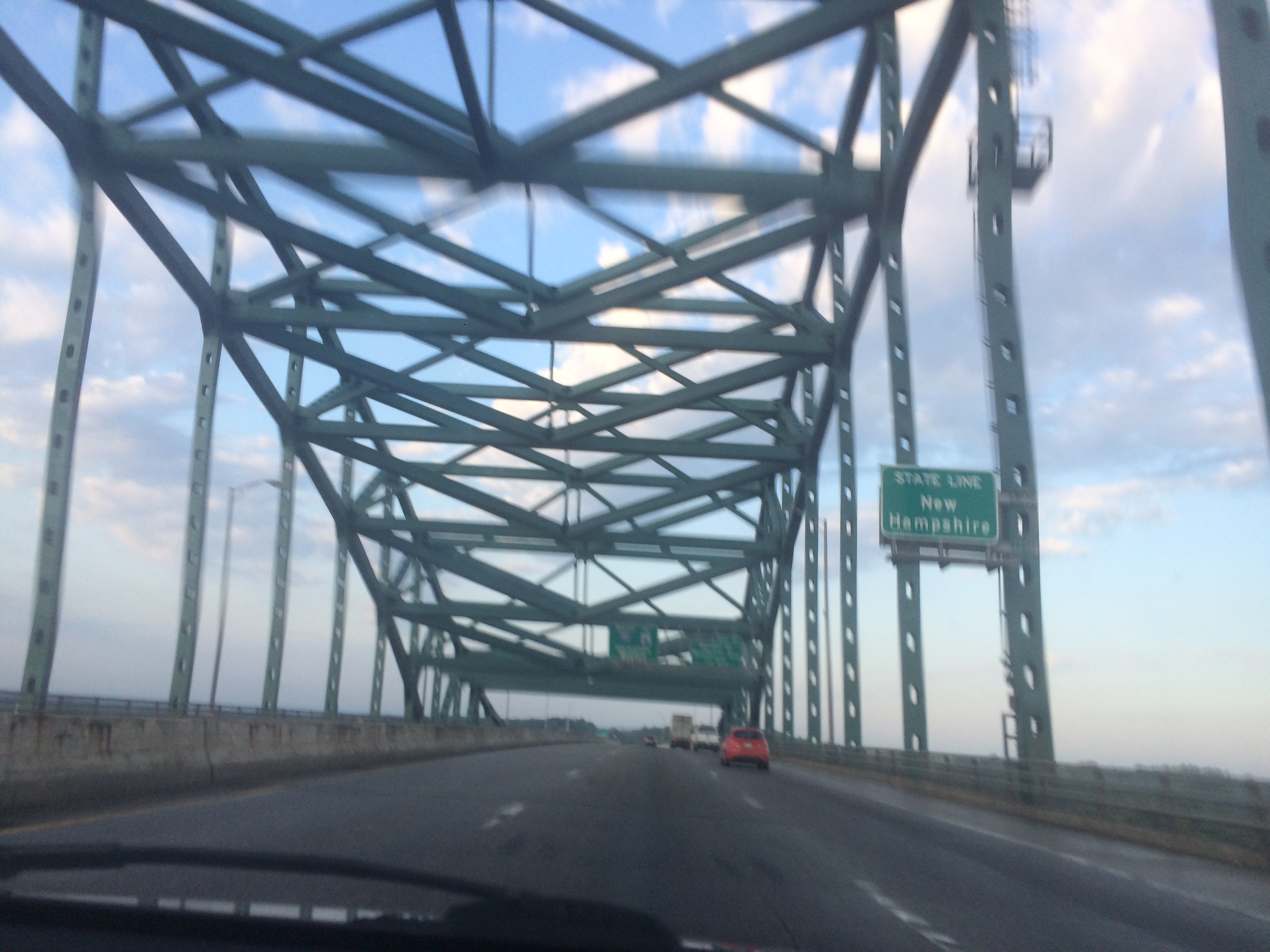
L'interstate 95 direction sud au-dessus de la rivière Piscataqua, franchissant la frontière New Hampshire-Maine, tout juste au nord de Portsmouth.

Le Turnpike a ouvert en 1950 en tant qu'autoroute à 4 voies (2-2), parallèle à la U.S. Route 1, et fut élargie à 8 voies (4-4) en 1976. Le bouclier bleu du New Hampshire Turnpike n'est plus en utilisation, mais était similaire aux boucliers actuels du Everett Turnpike ou du Spaulding Turnpike.
Depuis sa désignation en 1957 jusqu'en 1972, l'Interstate 95 du New Hampshire ne connectait pas à l'Interstate 95 au Maine, à Kittery. Au lieu de cela, l'autoroute arrêtait au rond-point de Portsmouth (Portsmouth Circle). Depuis cet endroit, les automobilistes devaient suivre la US 1 Bypass pour passer sur le pont Sarah Mildred, jusqu'à la jonction avec la U.S. Route 1 à Kittery. Le pont était le seul lien entre le New Hampshire Turnpike et le Maine Turnpike. C'est un pont-levant au-dessus de la rivière Piscataqua, ce qui créera éventuellement des problèmes. De plus, le pont était composé de trois voies étroites, avec la voie centrale ouverte d'une direction où de l'autre selon le taux de trafic présent, ou tout simplement fermée pour des mesures de sécurité. Les voies étaient indiquées avec des feux lumineux, d'où la raison d'une troisième lumière non utilisée au centre, alors que le pont contient actuellement deux voies. 
De plus, la US 1 Bypass n'est pas une autoroute à accès limité, mais une route à 4 voies divisées, similaire à la US 1 entre Saugus et Boston, au Massachusetts. Pour les automobilistes, l'interstate 95 arrêtait au cercle de Portsmouth, puis recommençait à Kittery. Le pont Piscataqua River fut, quant à lui, complété en 1970 pour régler le problème, et est le pont qui transporte l'Interstate 95 actuellement. Durant la construction, trois travailleurs ont chuté jusqu'à leur mort dans la rivière.

## Disposition des voies
Actuellement, l'Interstate 95 possède 8 voies (4-4) entre la frontière avec le Massachusetts et le Portsmouth Circle, à la hauteur de la sortie 4 avec la U.S. Route 4. Par la suite, elle possède 6 voies (3-3) jusqu'à la frontière avec le Maine.

## Péage
Le Blue Star Turnpike est une section de l'Interstate 95, entre les sorties 1 et 4 de celle-ci. Le poste de péage est situé à la hauteur de la sortie 2 (route 101), et 6 voies sont présentes par direction pour payer le coût de 2,00 $. 2 voies par direction sont offertes pour les usagers du EZ-pass.

## Aires de service
- À l'entrée dans l'État, le centre d'information touristique est présent en direction nord (depuis le Massachusetts).
- Au sud du pont Piscataqua River, un site de repos avec commerces est présent, et ce, dans les deux directions[2].

## Liste des échangeurs
Comme dans les États de la Nouvelle-Angleterre, les numéros de sortie sont séquentiels (1, 2, 3, etc.), et n'augmentent pas en fonction du millage depuis le début de la route dans l'État.
| Liste des échangeurs de l'Interstate 95 au New Hampshire | Liste des échangeurs de l'Interstate 95 au New Hampshire | Liste des échangeurs de l'Interstate 95 au New Hampshire | Liste des échangeurs de l'Interstate 95 au New Hampshire                           | Liste des échangeurs de l'Interstate 95 au New Hampshire                                                                    | Liste des échangeurs de l'Interstate 95 au New Hampshire |
| Emplacement                                              | Mile                                                     | km                                                       | #                                                                                  | Intersection / Destinations                                                                                                 | Notes |
| -------------------------------------------------------- | -------------------------------------------------------- | -------------------------------------------------------- | ---------------------------------------------------------------------------------- | --- | --- |
| Frontière New-Hampshire–Massachusetts                    | 0,00                                                     | 0,00                                                     | I-95 sud, Lowell (MA), Danvers (MA), Boston (MA)                                   | I-95 sud, Lowell (MA), Danvers (MA), Boston (MA)                                                                            | Extrémité sud de l'interstate 95 au New Hampshire |
| Seabrook                                                 | 0,93                                                     | 1,50                                                     | 1                                                                                  | NH-107, Seabrook, Kingston, Kensington, East Kingston                                                                       | dernière sortie avant péage direction nord |
| Hampton                                                  | 5,56                                                     | 8,95                                                     | 2                                                                                  | NH-101, Hampton, Hampton Beach, Exeter, Raymond, Manchester, Concord                                                        | petit poste de péage dans la sortie (pour Blue Star Turnpike) |
| Hampton                                                  | 7,86                                                     | 12,65                                                    | Poste de péage de Hampton pour le Blue Star Turnpike                               | Poste de péage de Hampton pour le Blue Star Turnpike                                                                        | coût de 2,00 $, 1,40 $ pour ceux qui détiennent le EZ-pass du New Hampshire; 6 voies par direction pour payer                                                        |
| Portsmouth                                               | 12,95                                                    | 20,84                                                    | 3                                                                                  | NH-33, Portsmouth, Greenland, Stratham                                                                                      | numérotée 3B direction sud |
| Portsmouth                                               | 12,95                                                    | 20,84                                                    | 3A                                                                                 | Aéroport international de Portsmouth (PSM), Park&Ride                                                                       | sortie sud seulement |
| Portsmouth                                               | 14,16                                                    | 22,79                                                    | 4                                                                                  | Spaulding Turnpike nord, U.S. Route 4 et NH-16 nord, Dover, Durham, Rochester, Farmington, Laconia, Conway, White Mountains | direction nord, sortie à gauche; en direction sud, accessible via la sortie 5                                                                                        |
| Portsmouth                                               | 14,16                                                    | 22,79                                                    | 5                                                                                  | US 1 BYP (rond-point Portsmouth), Portsmouth                                                                                | |
| Portsmouth                                               | 14,58                                                    | 23,46                                                    | 6                                                                                  | Woodbury Avenue, Portsmouth                                                                                                 | sortie nord seulement; direction sud, accessible via la sortie 7 |
| Portsmouth                                               | 15,38                                                    | 24,75                                                    | 7                                                                                  | market Street, Portsmouth centre                                                                                            | |
| Frontière New-Hampshire–Maine                            | 16,08                                                    | 25,88                                                    | I-95 nord, Portland (ME), Bangor (ME), tous les points du Maine (All Maine Points) | I-95 nord, Portland (ME), Bangor (ME), tous les points du Maine (All Maine Points)                                          | Extrémité nord de l'I-95 au New Hampshire; Frontière au centre du pont Piscataqua River, au-dessus de la rivière du même nom; continue en tant que le Maine Turnpike |
| Échangeur incomplet Pont Péage                           |                                                          |                                                          |                                                                                    | | |